# .ph
.ph – domena internetowa przypisana od roku 1990 do Filipin i administrowana początkowo przez DotPH Domeny Inc.

## Domeny drugiego poziomu
- com.ph
- net.ph
- org.ph
- mil.ph - wojsko
- gov.ph - strony rządowe
- edu.ph - edukacja